# سر گودزیلا
سرِ گودزیلا یک تندیس و مکان دیدنی و جاذبهٔ گردشگری در کابوکیچو، شینجوکو، توکیو، ژاپن است. دسترسی و بازدید از این مجسمه از طریق تراس گودزیلا در هتل گریسی شینجوکو واقع در ساختمان شینجوکو توهو امکان‌پذیر است. این تندیس که گودزیلا را به تصویر می‌کشد، گاهی همراه با «چشم‌های درخشان و نفس دودی» قابل مشاهده است. سر ۸۰ تنی این تندیس، که بر اساس ظاهر گودزیلا در فیلم گودزیلا در برابر ماترا (۱۹۹۲) ساخته شده‌است، در سال ۲۰۱۵ رونمایی شد. محل قرار گرفتن این تندیس در تراس هتل گریسی، با قد ۵۰ متری گودزیلا که در فیلم‌های دوره شووا در این فرانچایز سینمایی قابل مشاهده بود، مطابقت دارد.

## بازخوردها
سردبیران تایم اوت توکیو، در سال ۲۰۱۹ سر گودزیلا را در فهرست «بهترین مجسمه‌های هنر عمومی» این شهر گنجاندند.